# Kokos Antōniou
Kokos Antōniou (in greco: Κόκος Αντωνίου; 30 gennaio 1948) è un ex calciatore cipriota, di ruolo attaccante.

## Carriera
Ha preso parte a 6 incontri della nazionale cipriota, segnando anche un gol.